# Tupale
Tupale es un pueblo ubicado en la municipalidad de Medveđa, en el distrito de Jablanica, Serbia.

## Superficie
Posee una superficie de 13,79 kilómetros cuadrados.

## Demografía
Hasta 2011 la población era de 64 habitantes, con una densidad de población de 4,643 habitantes por kilómetro cuadrado.